# Rei Kawakubová
Rei Kawakubová (nepřechýleně Rei Kawakubo, japonsky: 川久保 玲, Kuwakubo Rei; * 11. října 1942, Tokio) je japonská módní návrhářka – designérka, zakladatelka značky Comme des Garçons.

## Životopis
Není vystudovanou designérkou, ale studovala výtvarné umění a literaturu na prestižní univerzitě Keio v Tokiu. Po ukončení studia pracovala v textilní společnosti a v roce 1967 začala působit jako návrhářka na volné noze.
V roce 1969 v Tokiu založila svou vlastní společnost Comme des Garçons Co. Ltd a následně v roce 1975 otevřela svůj první butik v Tokiu. Začínala s dámským oblečením a v roce 1978 přidala i pánskou kolekci. O tři roky později začala každou sezónu prezentovat své kolekce v Paříži, kde si otevřela butik v roce 1982.

### Comme des Garçons
Oděvní společnost Comme des Garçons se specializuje na antimódní, strohé, někdy dekonstruované kusy. Během 80. let byly její modely vyhotoveny v černé, tmavě šedé nebo bílé barvě. Látky byly často obtažené na těle s roztřepenými nedokončenými okraji, spolu s dírkami a asymetrickými tvary. Od konce osmdesátých let se její paleta poměrně rozšířila.

### Jiné aktivity
Rei má ráda vklad v různých aspektech své práce, nevěnuje se pouze oblečení a doplňkům. Silně se zabývá grafickým designem, reklamou a interiéry obchodů, tvrdíc, že všechny tyto složky jsou součástí jedné vize a jsou neoddělitelně propojeny. Její obchod v Tokijské čtvrti Aojama je známý svými prosklenými fasádami s modrými tečkami.
Začátkem 90. let vydávala vlastní dvakrát ročně vycházející magazín Six (číslo šest reprezentuje šestý smysl). Obsahoval jen málo textu a sestával hlavně z fotografií a obrázků, které považovala za inspirativní. V roce 1996 byla spolueditorkou umělecké publikace Visionaire.
Kawakubová je členkou Chambre Syndicale du Prêt-à-Porter.

## Galerie

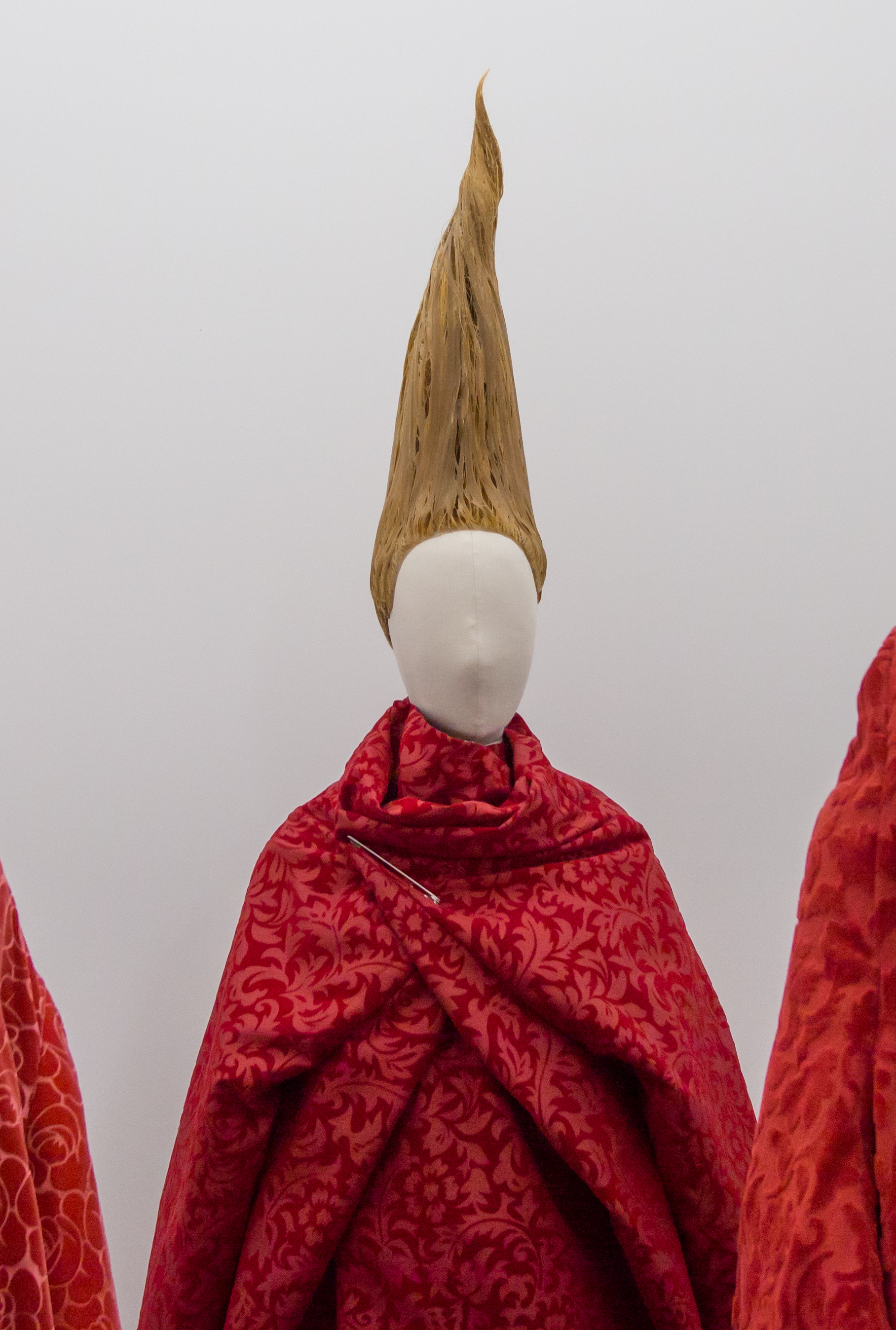
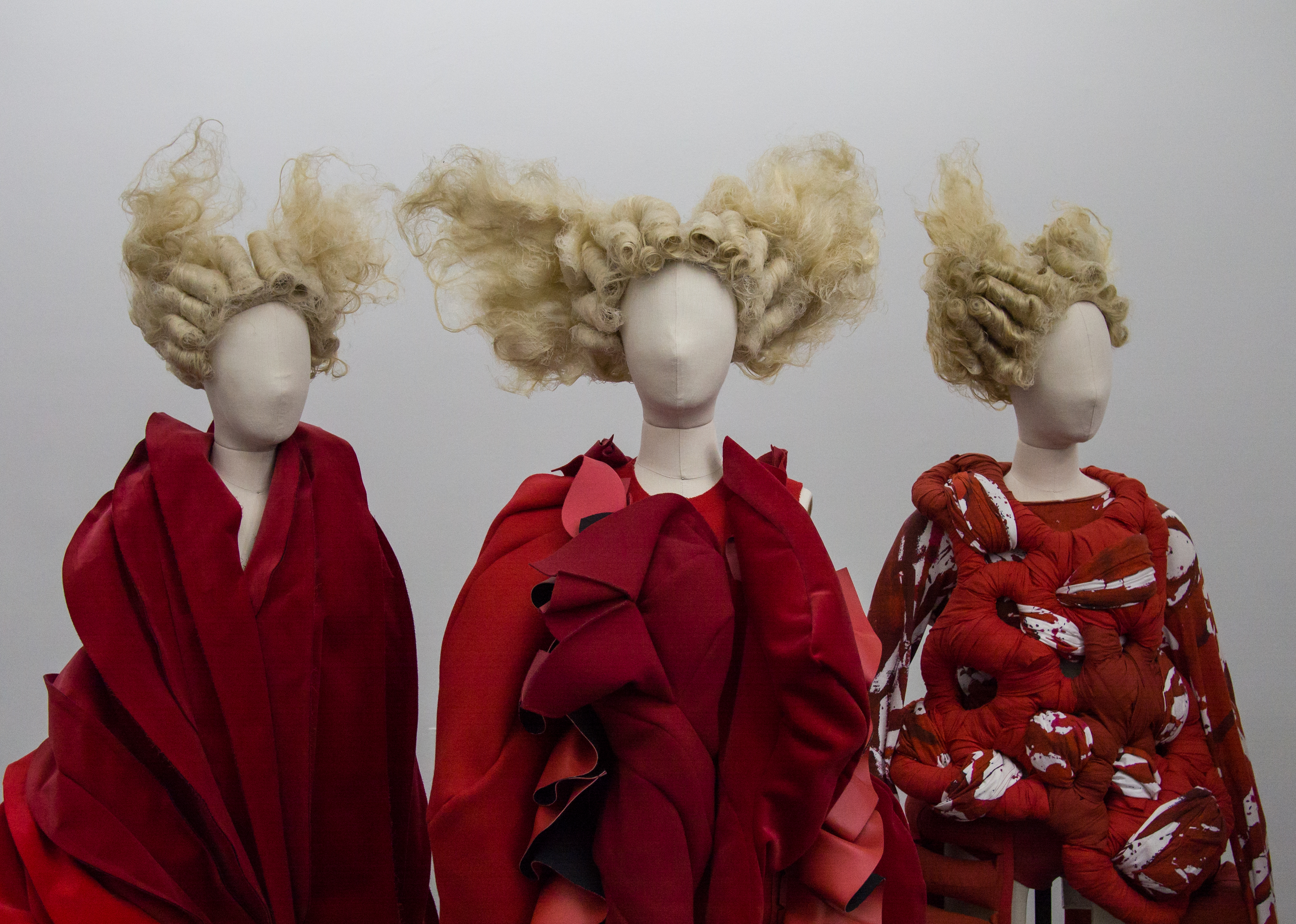
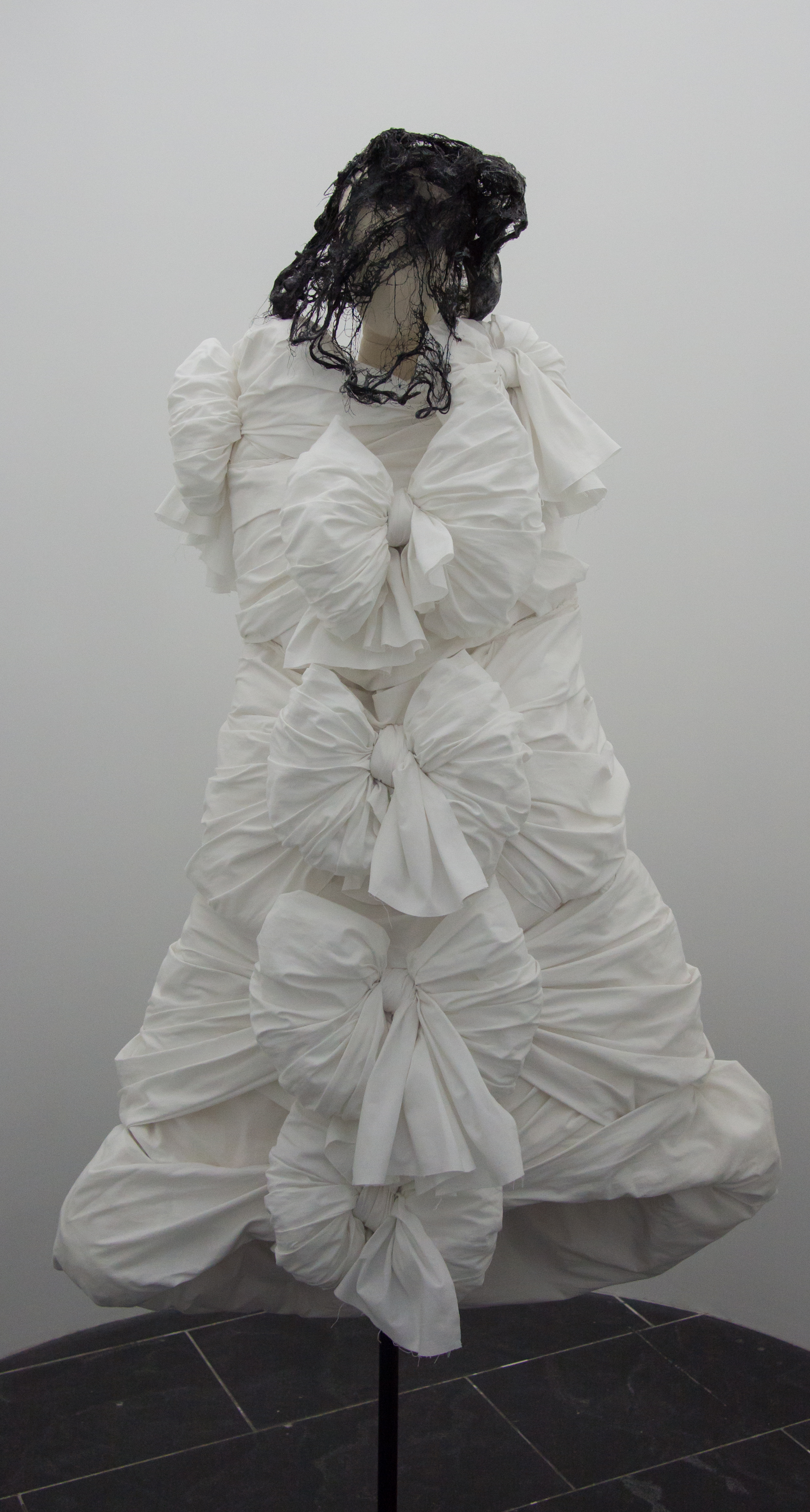
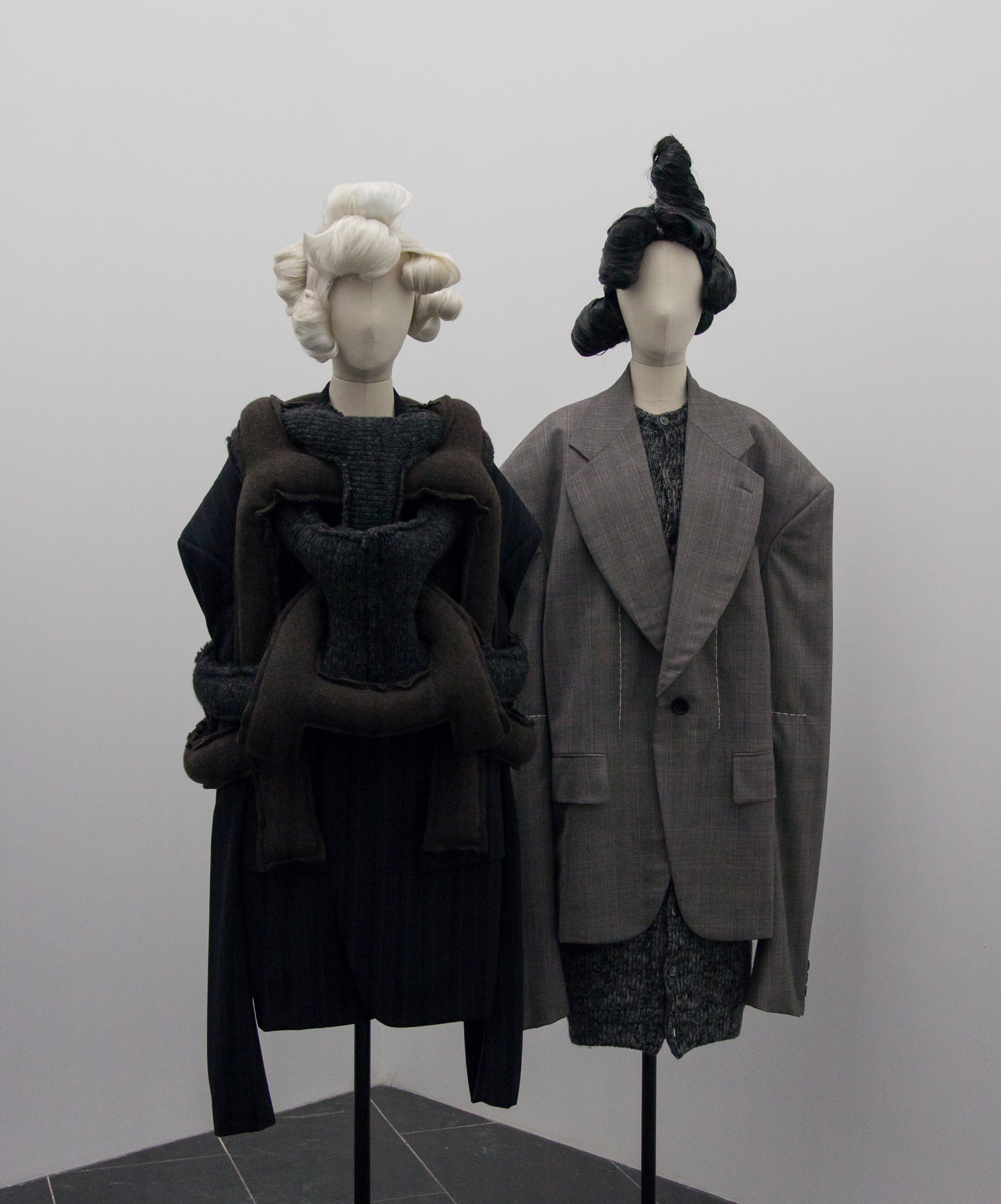
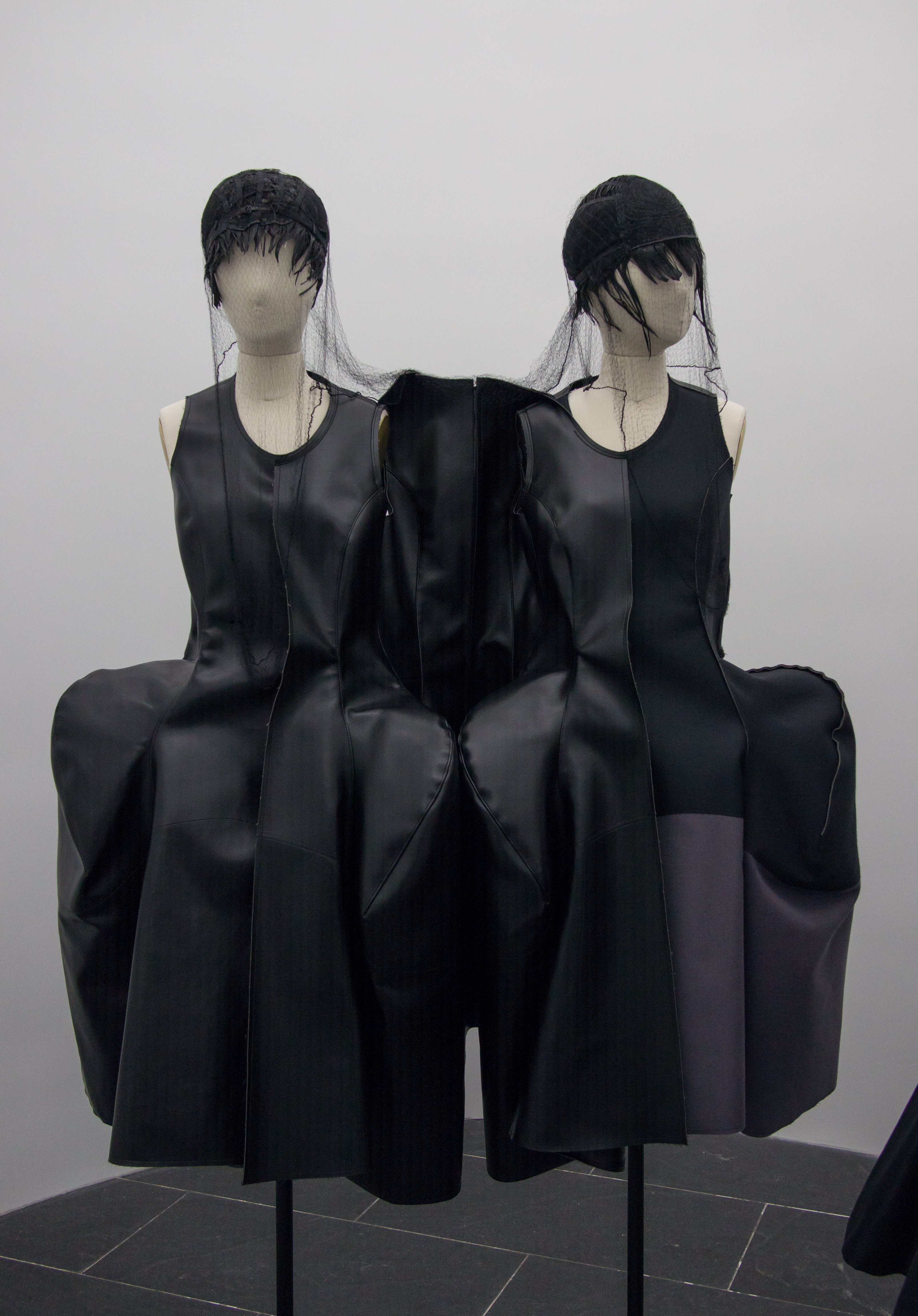
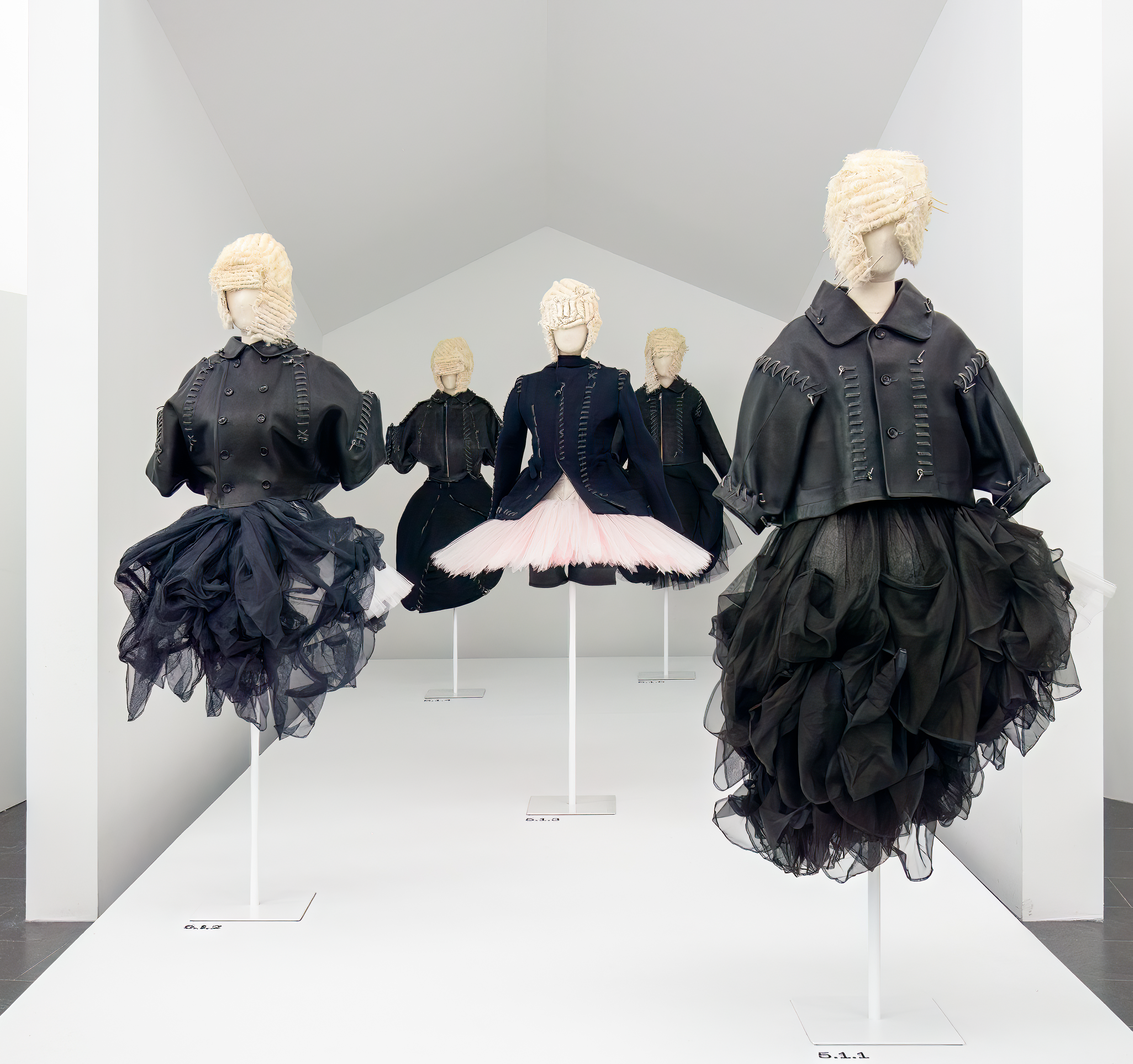
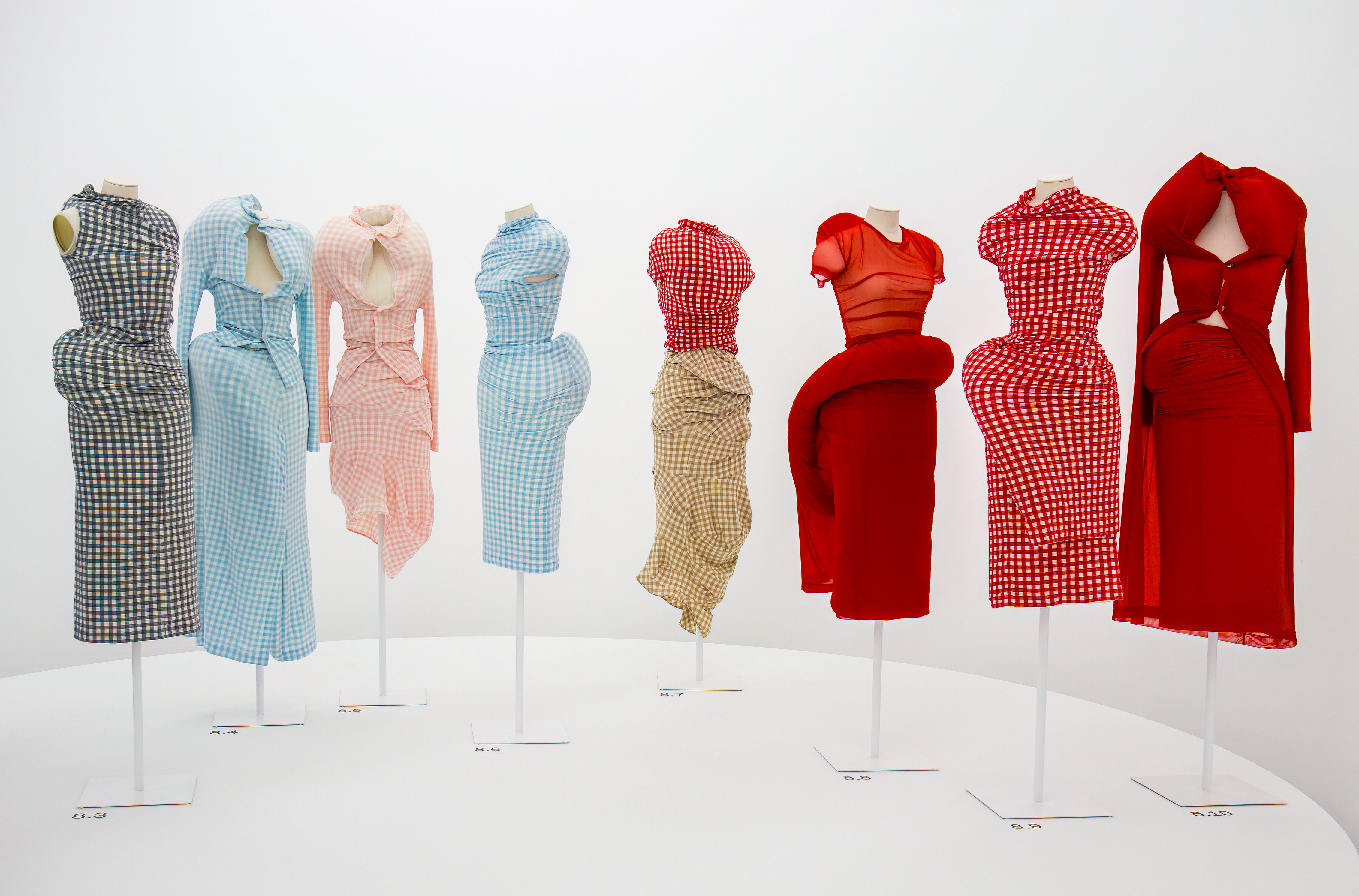
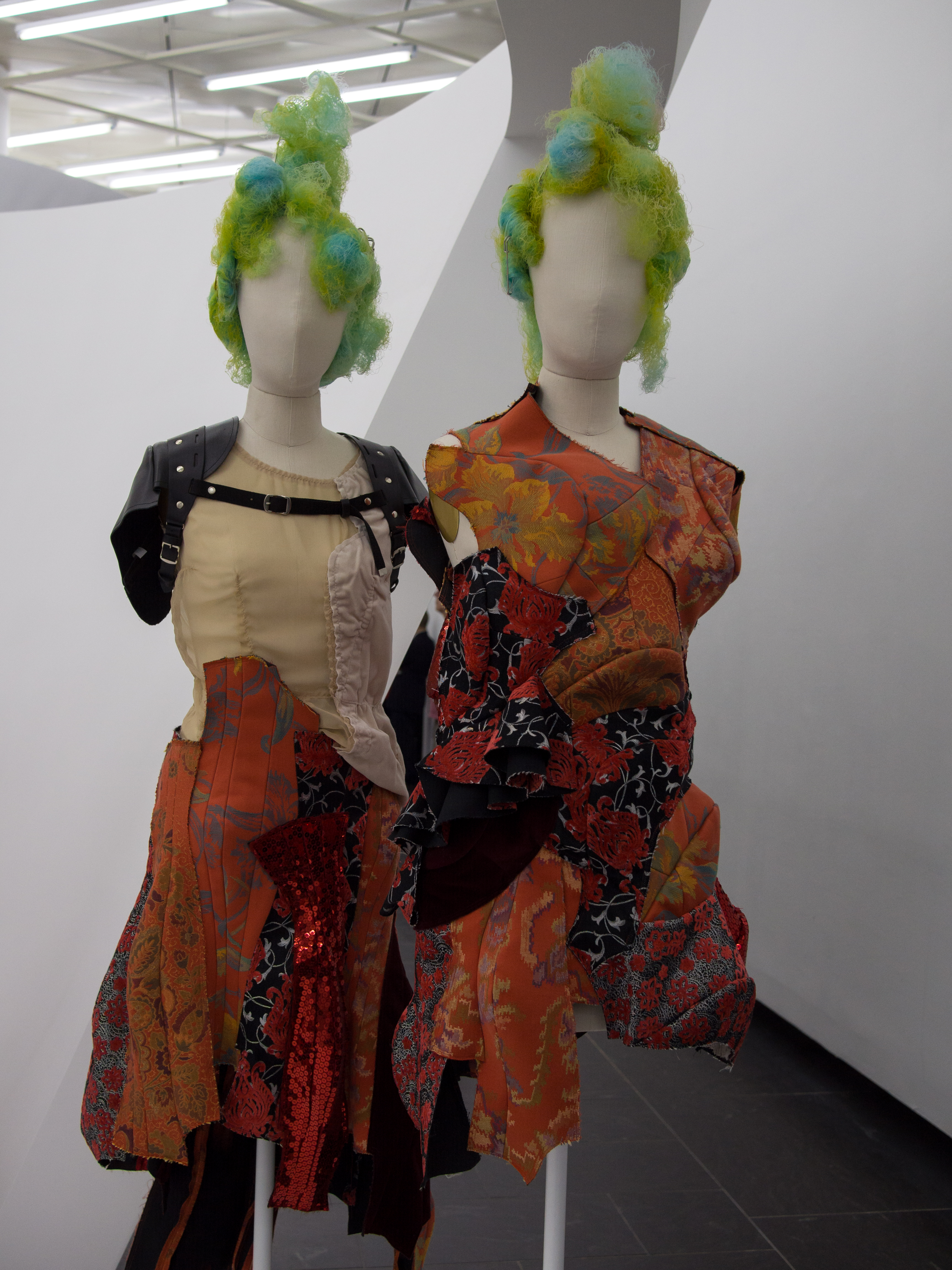
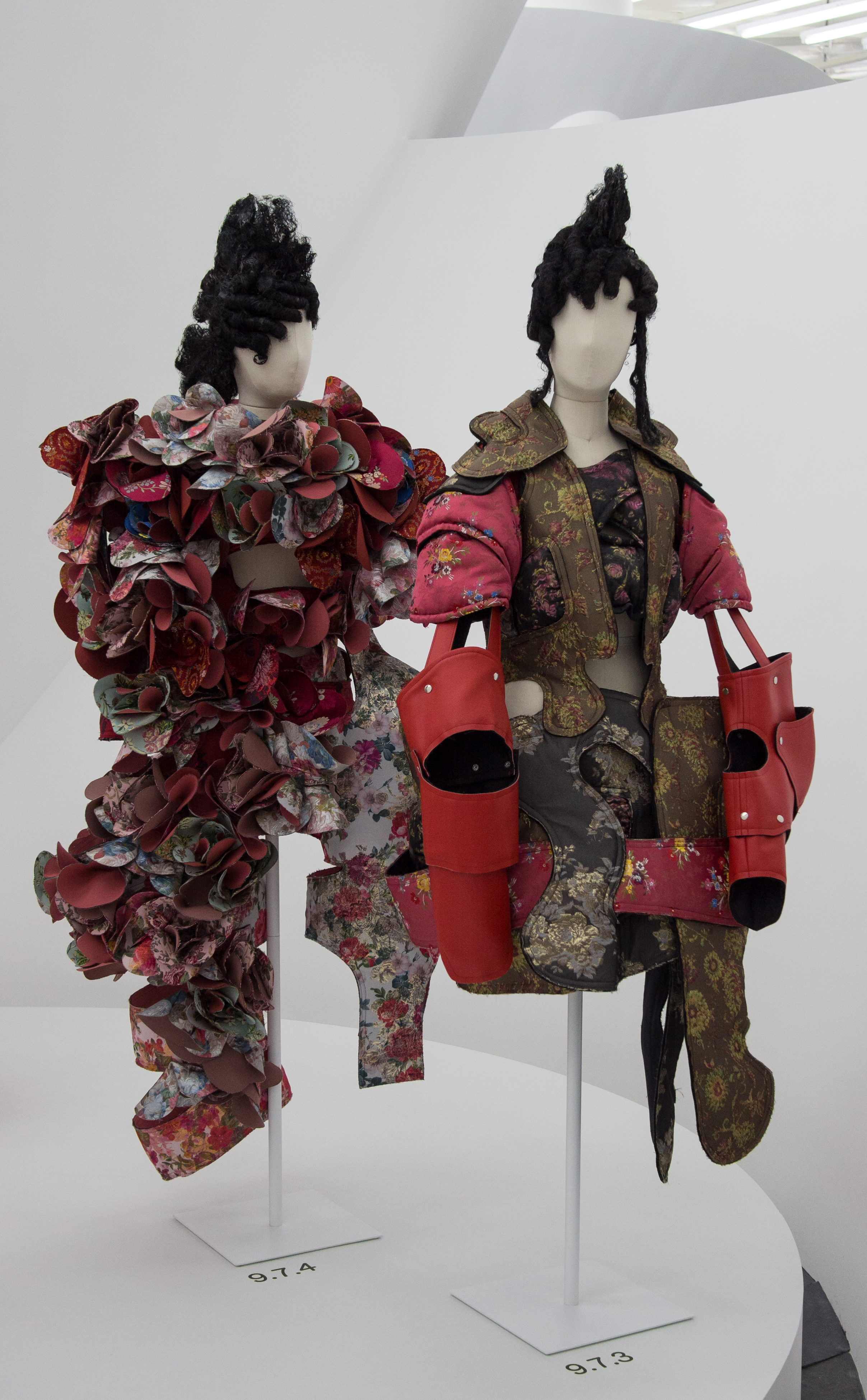
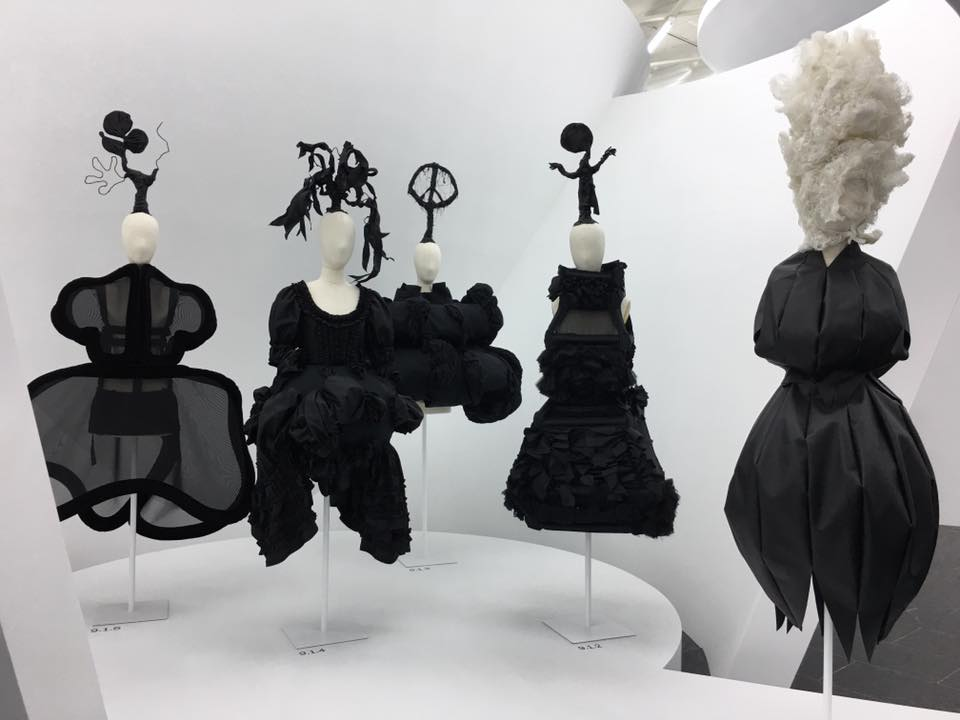
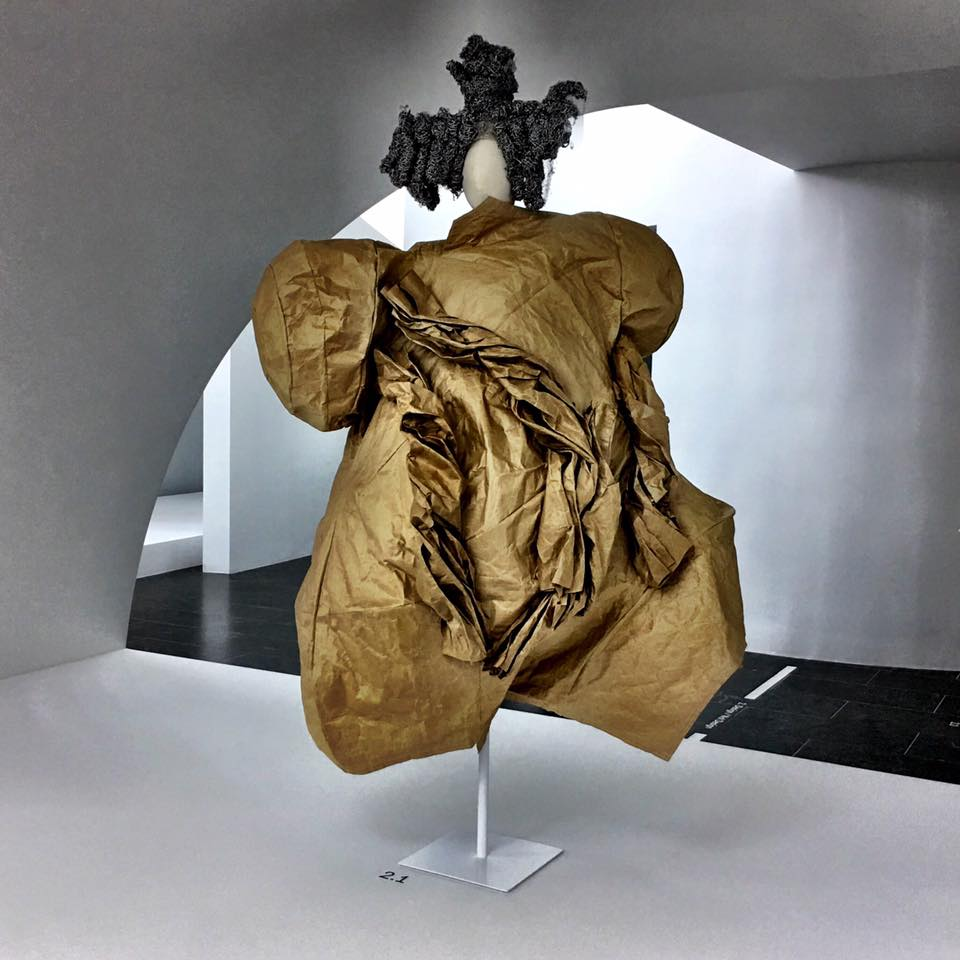
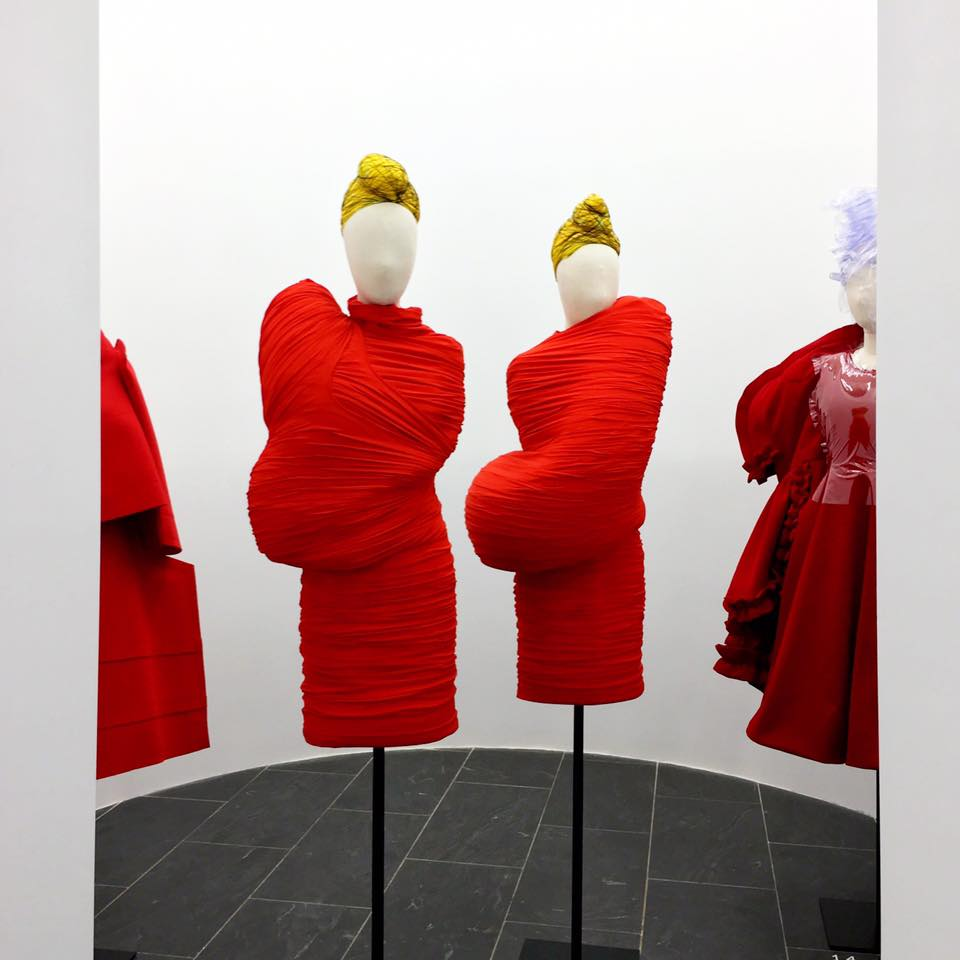